# شلل العصب المحرك للعين
شلل العصب الثالث هو مرض عصبي يعرف بالألم الشديد والوخز في أجزاء متعددة في الوجه المدعومة بالعصب مثلث التوائم، وهذا الألم سيئ جدا حتى أن المريض يشعر بالرغبة في إلقاء نفسه من أعلى مبنى شاهق حتى يهرب من العيش في هذه الحالة التي تشبه الكابوس، ولهذا السبب يعرف بمرض الانتحار.
يعرف أيضا ب«الاعتلال العصبي الحركي العيني».
حقائق عن مرض التهاب العصب الثالث (مرض الانتحار) :
حقيقة 1 : أسباب المرض غير معروفة
بحث العلماء والأطباء كثيرا حول هذا المرض، ولكنهم لم يتمكنوا من التعرف على أسباب واضحة له، ولكن توجد بعض الأسباب المحتملة:
- الضغط على جذر العصب بواسطة وعاء دموي ضخم.
- أمراض أو إصابات الدماغ.
- تلف غلاف المايلين الخاص بالعصب.
- التقدم في العمر.

حقيقة 2 : الناس أكثر عرضة لهذا المرض
على الرغم أن مرض التهاب العصب الثالث يعتبر من الحالات النادرة (يصيب أقل من 1 في المليون في الهند على سبيل المثال)، فهو يظهر لدى النساء اللاتي تخطى عمرهم 50 عاماً.